# Hadfield (Derbyshire)
Pour les articles homonymes, voir Hadfield.
Hadfield est une ville dans le nord du Derbyshire, au Royaume-Uni. 